# 大邱フォレストアレーナ
大邱フォレストアリーナ（テグフォレストアリーナ、대구포레스트아레나）は、韓国・大邱広域市にあるサッカー専用スタジアム。大邱FCのホームスタジアムである。iMバンクが施設命名権を取得して大邱iMバンクPARK（テグアイエムバンクパーク、대구iM뱅크PARK、Daegu iM Bank PARK）と呼称されている。

## 概要
韓国で11番目に建てられたサッカー専用スタジアムである。延べ面積は25,472㎡で座席数は12,419席と大邱FCが以前に本拠地として使用していた大邱スタジアムと比較してコンパクトに作られている。
フォレストアリーナの名称を体現するように、外周には屋根を支える木の支柱がいくつも配され、都心の中の森を連想させる外観となっている。客席は屋根で覆われており、1階席は大邱FCのチームカラーである空色、2階席はアウェーユニフォームと同じ藍色を配色している。
観客席の最前列からピッチまでの距離は7mとなっている。また、韓国では初めて観客席の底に軽量アルミパネルを配している。これはアメリカンフットボールのスタジアムやサーキットの客席を参考にしており、声や音の反響で応援が楽しみになるという演出に加えて工事費の削減や資材のリサイクルの意図もあるとしている。

## 歴史
1948年に開場した大邱市民運動場は何度か修繕は行われていたものの施設が老朽化していた。2014年に大邱FC代表取締役兼団長に就任した趙廣來の提案によって、総合運動場（陸上競技場兼球技場）である当該施設を解体し、跡地にサッカー専用球技場を建設することとなった。2016年から周囲も含めて大規模な再開発が開始され、2017年に大邱市民運動場は取り壊された。2017年6月29日に着工し、2019年1月18日竣工。建設費は515億ウォンで、うち115億ウォンが国費となっている。
大邱FCはクラブの収益力を高めるべく、韓国のプロサッカークラブとしては初めてスタジアム命名権や付帯施設運営権の販売に踏み切った。2019年2月26日、メインスポンサーのDGB大邱銀行が命名権を購入してスタジアム名が「DGB大邱銀行パーク」（DGB대구은행파크）となることが発表された。3年45億ウォンの契約となっていた。
大邱広域市はまた、2020年までにフォレストアリーナ周辺にテニス場や体育館なども整備して一帯を都心複合スポーツタウンとして造成する。
大邱FCが6万人収容の大邱スタジアムを使用する最後のシーズンとなった2018年のKリーグ主催試合の観客動員人数は合計で66,837人、1試合平均3,518人に留まった。ホーム開幕戦の水原三星ブルーウィングス戦では最多となる13351人が来場したものの、最小を記録した試合ではわずか477人となっていた。これに対してDGB大邱銀行パーク移転初年度の2019年シーズンはホーム開幕戦の済州ユナイテッドFC戦で12,172人が来客し、第13節までに合計74,928人を動員して5月時点で前年の合計を上回った。最終的に2019年は平均10,734人を動員し、COVID-19パンデミックで入場制限が設けられていた時期を除外して、2023年は平均10,965人、2024年も5月時点で平均11,830人が来場しており、大邱FCは一気にKリーグの人気クラブの仲間入りを果たした。
2024年6月5日にDGB大邱銀行は地方銀行から市中銀行（都市銀行）への転換に伴いiMバンクに社名変更。この変更に追随して2025年シーズンから命名権によるスタジアム名が「大邱iMバンクPARK」に変更されることになった。

## 交通
- 京釜線・大邱都市鉄道公社1号線大邱駅下車徒歩約15分
- 大邱都市鉄道公社3号線北区庁駅下車徒歩約12分